# Royal Niger Company

Bandeira da Royal Niger Company

A Royal Niger company era uma empresa mercantil fretada (companhias de carta) pelo governo britânico no século XIX. Ela formou uma base do moderno estado da Nigéria. Sir George Taubman Goldie concebeu a ideia de acrescentar ao Império Britânico, as então pouco conhecidas regiões do baixo e médio rio Níger, e durante mais de vinte anos os seus esforços foram dedicados à realização desta concepção.
O método pelo qual ele determinou-se a trabalhar foi a revitalização do governo pelas empresas fretadas por dentro do império, um suposto método para ser enterrado com a British East India Company. O primeiro passo foi a de combinar os interesses comerciais britânicos no Níger, e isso ele realizou em 1879 quando a United African Company foi formada. Em 1881, Goldie, procurou uma carta de direitos do governo Gladstone, mas suas tentativas falharam.
Neste momento comerciantes franceses, encorajados por Léon Gambetta, se estabeleceram na parte inferior do rio, tornando assim difícil para a empresa obter os direitos territoriais;